# Adenilil-(glutamat—amonijak ligaza) hidrolaza
Adenilil-(glutamat—amonijak ligaza) hidrolaza (EC 3.1.4.15, adenilil-(glutamin-sintetaza)hidrolaza, adenilil(glutamin sintetaza) hidrolaza) je enzim sa sistematskim imenom adenilil-(L-glutamat:amonijak ligaza (formira ADP)) adenililhidrolaza. Ovaj enzim katalizuje sledeću hemijsku reakciju
adenilil-[-glutamat:amonijak ligaza (formira ADP)] + 2O {\displaystyle \rightleftharpoons } adenilat + [-glutamat:amonijak ligaza (formira ADP)]

## Literatura
- Nicholas C. Price; Lewis Stevens (1999). Fundamentals of Enzymology: The Cell and Molecular Biology of Catalytic Proteins (Third изд.). USA: Oxford University Press. ISBN 019850229X.
- Eric J. Toone (2006). Advances in Enzymology and Related Areas of Molecular Biology, Protein Evolution (Volume 75 изд.). Wiley-Interscience. ISBN 0471205036.
- Branden C; Tooze J. Introduction to Protein Structure. New York, NY: Garland Publishing. ISBN 0-8153-2305-0.
- Irwin H. Segel. Enzyme Kinetics: Behavior and Analysis of Rapid Equilibrium and Steady-State Enzyme Systems (Book 44 изд.). Wiley Classics Library. ISBN 0471303097.

## Spoljašnje veze
- Adenylyl-(glutamate---ammonia+ligase)+hydrolase на 